# Vuelo 911 de BOAC
El vuelo 911 de BOAC (indicativo 'Speedbird 911') fue un vuelo alrededor del mundo operado por British Overseas Airways Corporation (BOAC) que se estrelló cerca del monte Fuji en Japón el 5 de marzo de 1966, con la pérdida de los 113 pasajeros y 11 miembros de la tripulación. El avión de pasajeros Boeing 707 involucrado se desintegró en el aire poco después de partir de Tokio, como resultado de una turbulencia severa en el aire despejado.
Fue el tercer accidente fatal de una aerolínea de pasajeros en Tokio en un mes, después del accidente del vuelo 60 de All Nippon Airways el 4 de febrero y el del vuelo 402 de Canadian Pacific Air Lines el día anterior.

## Accidente
La aeronave (matrícula G-APFE) llegó al aeropuerto de Tokio Haneda a las 12:40 del día del accidente desde el aeropuerto de Fukuoka, donde se había desviado el día anterior debido a las condiciones en tierra en Tokio. Desde entonces, el clima allí había mejorado detrás de un frente frío con un fuerte gradiente barométrico de presión que traía aire fresco y seco del continente asiático en un fuerte flujo oeste-noroeste, con condiciones de cielo cristalinas.
Para el próximo segmento Tokio-Hong Kong, la tripulación recibió un informe meteorológico de un representante de la compañía y presentó un plan de vuelo de reglas de vuelo por instrumentos (IFR) que pedía una salida hacia el sur de Haneda a través de la isla de Izu Ōshima, luego en la vía aérea JG6 a Hong Kong en el nivel de vuelo 310 (31.000 pies). El Boeing estaba comandado por el capitán Bernard Dobson, 45, de Dorset, descrito como un piloto 707 con mucha experiencia que había estado volando el tipo desde 1960.
A las 13:42, la tripulación se puso en contacto con el control de tráfico aéreo solicitando permiso para encender los motores y modificando su solicitud de autorización a una subida de condiciones meteorológicas visuales (VMC) en dirección oeste a través de los puntos de referencia Fuji-Rebel-Kushimoto, que los llevarían más cerca del monte Fuji. posiblemente para dar a los pasajeros una mejor vista del hito.
La aeronave comenzó a rodar a las 13:50 y despegó con viento del noroeste a las 13:58. Después del despegue, la aeronave hizo un giro a la derecha en ascenso continuo sobre la bahía de Tokio, y salió en dirección suroeste, pasando al norte de Odawara. Luego giró a la derecha nuevamente hacia la montaña, sobrevolando Gotemba en un rumbo de aproximadamente 298°, a una velocidad aerodinámica indicada de 320 a 370 nudos, y una altitud de aproximadamente 4,900 m (16,000 pies), muy por encima de los 3,776 m (12,388 pies) pico de la montaña. Luego, la aeronave encontró una fuerte turbulencia, lo que hizo que se rompiera en vuelo y se estrellara contra un bosque.

## Investigación

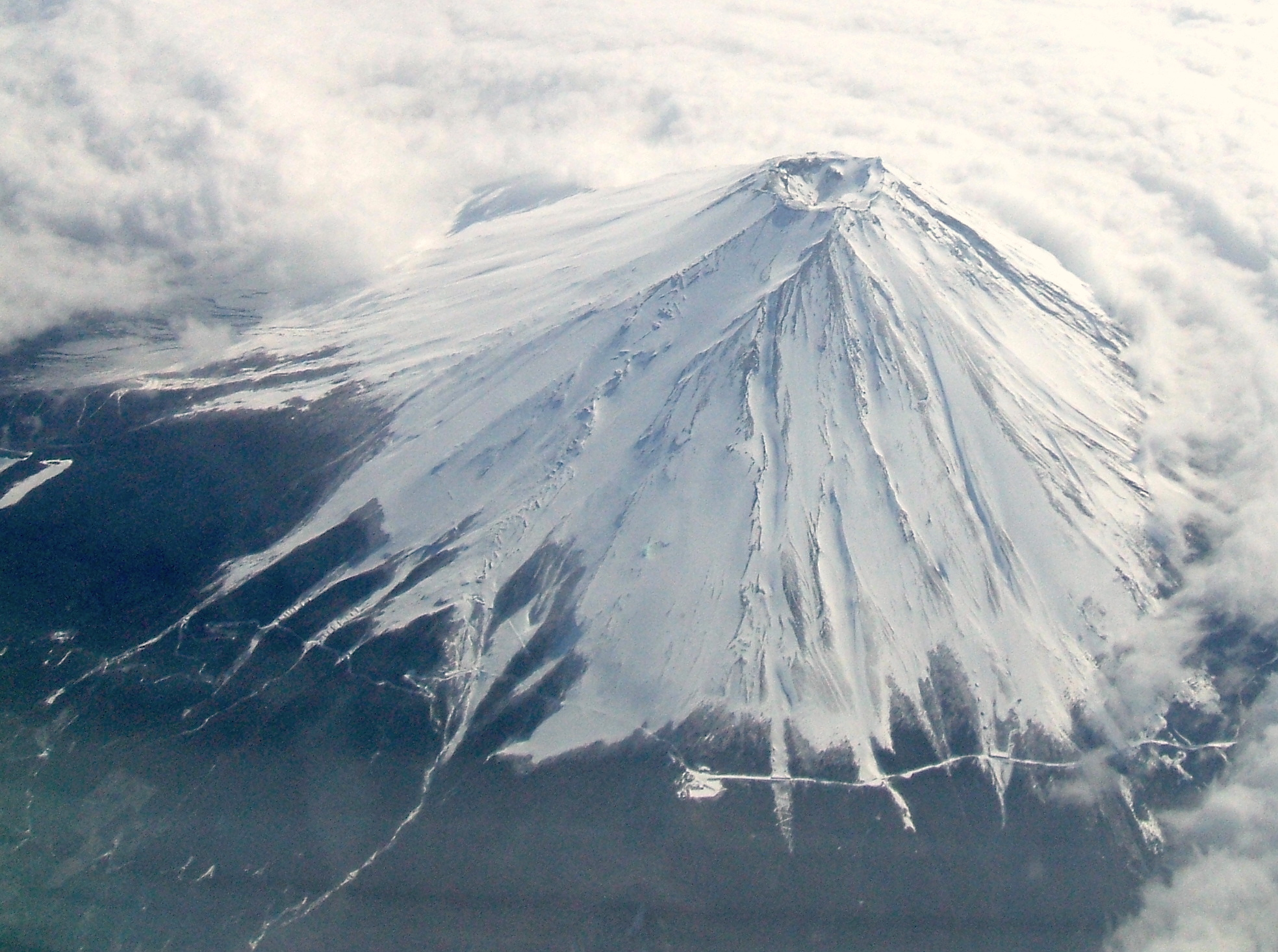
Monte Fuji visto desde el aire.

La aeronave dejó un campo de escombros de 16 km (10 millas) de largo. El análisis de la ubicación de los restos permitió a los investigadores del accidente determinar que el acoplamiento del estabilizador vertical al fuselaje falló primero. Dejó marcas de pintura que indicaban que se rompió el estabilizador horizontal del lado de babor cuando partió hacia la izquierda y hacia abajo. Poco tiempo después, la aleta ventral y los cuatro pilones del motor fallaron debido a una sobrecarga hacia la izquierda, seguida poco después por el resto del empenaje. La aeronave luego entró en un giro plano, con la sección delantera del fuselaje y el ala exterior de estribor rompiéndose poco antes del impacto con el suelo.
Se recuperó de los restos una película de 8 mm expuesta por uno de los pasajeros. Mostró imágenes de las montañas Tanzawa y el lago Yamanaka, seguidas de dos cuadros vacíos y luego aparentemente imágenes del interior de la aeronave, antes de terminar abruptamente. Las pruebas sugirieron que los dos fotogramas vacíos pueden haber sido el resultado de cargas estructurales de hasta 7,5 g que atascaron momentáneamente el mecanismo de alimentación de la cámara
Aunque se encontró algo de agrietamiento por tensión en los orificios de los pernos del estabilizador vertical, se determinó mediante pruebas posteriores que no contribuyó a la falla estructural. Aun así, era potencialmente un problema de seguridad de vuelo importante. Las inspecciones posteriores en aviones Boeing 707 y Boeing 720 similares como resultado de este descubrimiento revelaron que este era un problema común, y finalmente siguieron acciones de mantenimiento correctivo en la flota
Un día después del accidente, se especulaba que los fuertes vientos sobre el monte Fuji eran los responsables. El New York Times informó: "A pesar de estos informes de un incendio y una explosión, los expertos en aviación dijeron que las condiciones adversas del viento alrededor del cono volcánico a unos 60 km (37 millas) al sur de Tokio pueden haber causado el accidente. La vecindad de los 3.776 m (12.388 ft) -foot Peak es conocido por las corrientes de aire difíciles. Técnicos en Nueva York dijeron que podría existir una condición en la que el aire turbulento podría haber causado que la aeronave se sometiera a una maniobra drástica que podría conducir a un accidente. Fuerzas tan violentas, dijeron, podrían han provocado la desintegración de un motor, posiblemente prendiendo fuego al ala o al fuselaje".
El informe de la investigación concluyó que "la aeronave encontró repentinamente una turbulencia anormalmente severa sobre la ciudad de Gotemba que impuso una carga de ráfaga considerablemente superior al límite de diseño". También declaró que "no es descabellado asumir que, el día del accidente, existían poderosas olas de montaña a sotavento del Monte Fuji, como en el caso de las olas de montaña formadas por crestas extendidas, y que la ruptura de las olas dieron como resultado turbulencias a pequeña escala, cuya intensidad podría haberse vuelto severa o extrema en un corto período de tiempo".

## Circunstancias circundantes
Este accidente fue uno de los cinco desastres aéreos fatales, cuatro comerciales y uno militar, en Japón en 1966 y ocurrió menos de 24 horas después de que el vuelo 402 de Canadian Pacific Air Lines se estrellara y se quemara al aterrizar en Haneda. El vuelo 911 había pasado rodando junto a los restos aún humeantes del vuelo 402 inmediatamente antes de despegar por última vez.
Las víctimas incluyeron a un grupo de 75 estadounidenses asociados con la compañía Thermo King de Minneapolis, Minnesota, en una gira de dos semanas patrocinada por la compañía por Japón y el sudeste asiático. Había 26 parejas que viajaban juntas en el grupo, y un total de 63 niños quedaron huérfanos como resultado del accidente.
Varios pasajeros reservados cancelaron sus boletos en el último momento para ver una demostración ninja. Estos pasajeros, Albert R. Broccoli, Harry Saltzman, Ken Adam, Lewis Gilbert y Freddie Young, estaban en Japón explorando lugares para la quinta película de James Bond: Solo se vive dos veces.